# Chlorure d'étain(IV)
Pour les articles homonymes, voir Chlorure d'étain.
Le chlorure d'étain (IV) ou tétrachlorure d'étain ou chlorure stannique est un composé ionique d'anion chlore et de cations quadrivalent d'étain de formule chimique SnCl4. À la température ambiante, ce sel des Anciens est un liquide incolore, qui réagit au contact de l'air humide en formant des fumées de chlorure d'hydrogène, des fumées d'autant plus épaisses que l'air est humide. Il existe également le composé pentahydrate.
Le chlorure d'étain (IV) anhydre est un acide de Lewis puissant qui réagit violemment avec l'eau en formant de l'acide chlorhydrique et de l'oxyde d'étain.

## Aspects historiques
La première mention du chlorure d'étain apparaît en 1605 chez Andreas Libavius dans Spiritus fumans Libavii (liqueur fumante de Libavius). Il est utilisé en Hollande dès 1630 pour fabriquer de la teinture à partir de cochenille. Il fut l'objet d'un intérêt certain de la part des alchimistes lors de la quête de la potion pour fabriquer de l'or.

## Synthèse
Il est fabriqué par réaction chimique du dichlore et de l'étain métallique. 
L'étain gris se dissout dans l'acide chlorhydrique pour former du SnCl4.

## Utilisation
Le chlorure d'étain(IV) était utilisé plus comme fumigène que comme arme chimique au cours de la Première Guerre mondiale. De nos jours, il est utilisé dans l'industrie du verre d'emballage pour effectuer des traitements de surface. Ces traitements permettent de former une couche de surface de dioxyde d'étain qui rend le verre plus résistant.
C'est également le produit de départ pour des réactions de formation de composés organométalliques à base d'étain. 
Il sert à récupérer l'étain par désétamage du fer-blanc (boîtes de conserve recyclées). Il est également utilisé dans le domaine de la teinturie et dans la fabrication de la céramique car il permet de créer le pourpre de Cassius qui peut donner un ton entre le rose et le violet.
Enfin, il est utilisé au cours de substitutions électrophiles aromatiques avec de l'acide nitrique fumant (à 90 %) pour effectuer la nitration sélective de cycles aromatiques activés en présence de cycles désactivés.
La consommation annuelle mondiale est d'environ 33 00 tonnes (en excluant la production d'organo-étains).

## Sécurité
Le chlorure d'étain(IV) est une substance dangereuse qui doit être manipulée avec précautions. L'inhalation des fumées peut entraîner un œdème pulmonaire.